# Snezjinsk
Snezjinsk (Russisch: Снежинск) is (nog steeds) een gesloten stad in het noorden van de Russische oblast Tsjeljabinsk.

## Geschiedenis
Snezjinsk werd in 1957 officieel gesticht. Vroeger heette de stad Tsjeljabinsk-50 naar de postcode van de stad en daarna tot 1991 Tsjeljabinsk-70. In 1993 kreeg Snezjinsk de status van stad.

## Demografie
| Ontwikkeling van het inwoneraantal |        |        |        |
| Jaar                               | 1996   | 2000   | 2002   |
| Bevolking                          | 47.900 | 48.600 | 50.451 |

## Verkeer en vervoer
Snezjinsk ligt 10 km ten W van de hoofdweg M5 die Tsjeljabinsk met Jekaterinenburg verbindt.

### Luchthaven
De dichtstbijzijnde luchthaven ligt bij Koltsovo op 16 kilometer ten zuidoosten van de stad Jekaterinenburg. Luchthaven Koltsovo is de grootste internationale luchthaven van de Oeral en onder andere vanuit de luchthavens in Frankfurt am Main en Moskou te bereiken.

### Openbaar vervoer
Een treinreis van Moskou naar Jekaterinenburg duur ongeveer 28 uur. Van daaruit vertrekken bussen richting Snezjinsk. Er zijn dagelijkse busverbindingen tussen Snezjinsk, Tsjeljabinsk en Jekaterinenburg. Ook is er een stadsdienst en rijden er taxi's.

## Partnersteden
- Livermore  Verenigde Staten
- Tschkalowsk  Tadzjikistan